# Reichenbach an der Fils
Reichenbach an der Fils ist eine Gemeinde im baden-württembergischen Landkreis Esslingen. Sie gehört zur Region Stuttgart (bis 1992 Region Mittlerer Neckar) und zur europäischen Metropolregion Stuttgart. Mit den Gemeinden Baltmannsweiler, Hochdorf und Lichtenwald besteht ein Gemeindeverwaltungsverband.

## Geographie

### Geographische Lage
Die Gemeinde Reichenbach an der Fils ist etwa 12 km (Luftlinie) ostsüdöstlich von der Kreisstadt Esslingen entfernt und in derselben Richtung etwa 25 km von der der Landeshauptstadt Stuttgart. Sie liegt an der hier westwärts fließenden Fils, der im Ortsbereich von Norden her der Reichenbach und von Nordwesten her der Lützelbach zufließen und danach von Südosten her der Talbach. Das Gemeindegebiet liegt weit überwiegend rechts des Flusses, sein nördlicher Teil gehört dem Unterraum Schurwald des Naturraums Schurwald und Welzheimer Wald an, sein kleinerer südlicher entlang dem Flusslauf dem Vorland der mittleren Schwäbischen Alb. Der niedrigste Punkt auf etwa 253 m ü. NN befindet sich am Ausfluss der Fils, die Waldkuppe Probst ist der höchste Punkt und reicht im Nordosten bis auf 446 m ü. NN.

### Gemeindegliederung

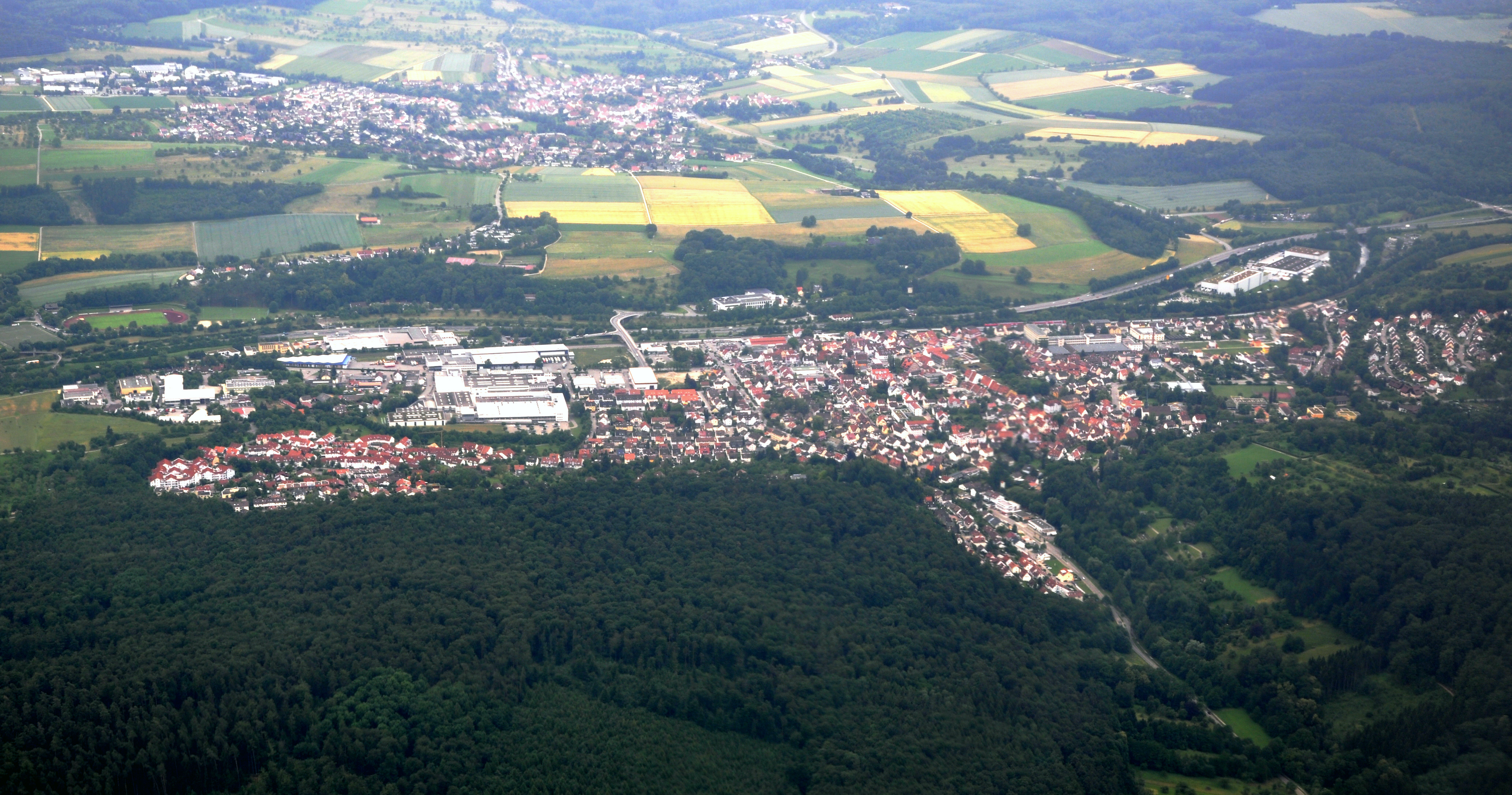
Luftbild von Reichenbach an der Fils, 2011

Zur Gemeinde Reichenbach an der Fils gehören außer dem Dorf Reichenbach keine weiteren Orte. Auf dem Gebiet der Gemeinde liegen die abgegangenen Ortschaften Bornhausen oder Bernhausen, Geroldsweiler oder Gerensweiler und Knollenhof.

### Nachbargemeinden
Die Gemeinde Reichenbach an der Fils grenzt reihum an die folgenden Kommunen: die Gemeinde Hochdorf im Süden, die Stadt Plochingen im Westen, die Gemeinden Baltmannsweiler im Nordwesten und Lichtenwald im Nordosten, alle ebenfalls im Landkreis Esslingen, sowie die Stadt Ebersbach an der Fils im Osten im Landkreis Göppingen.

### Flächenaufteilung
Nach Daten des Statistischen Landesamtes, Stand 2014.

## Geschichte

### Von der Steinzeit zum Mittelalter

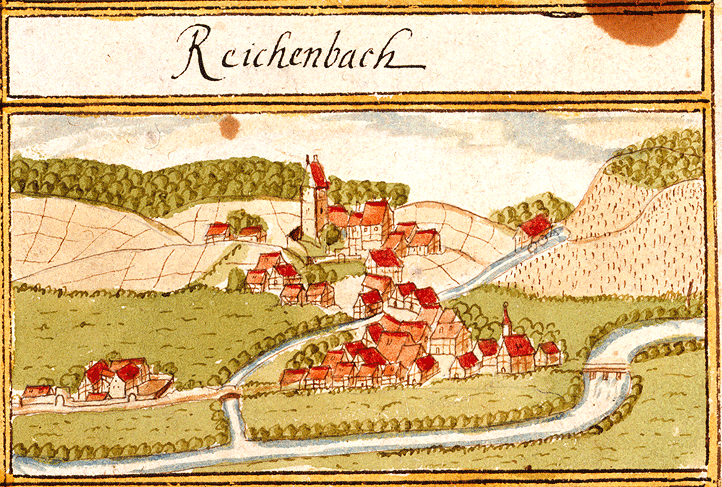
Reichenbach 1685, Forstlagerbuch von Andreas Kieser

Auf den Anhöhen des Filstales wurden Spuren von Menschen der mittleren Steinzeit (12.000–5000 v. Chr.) gefunden, ebenso auf dem Gelände nördlich des Siegenhofes.
Erstmals erwähnt wurde Reichenbach an der Fils in einer Urkunde im Jahr 1268. Allerdings liegt die exakte Geburtsstunde wie vielerorts im Dunkel der Geschichte. Die Gründungszeit des Ortes lässt sich aber über Flurbezeichnungen und im Vergleich mit Nachbarorten erschließen. Sie dürfte zwischen dem 9. und 11. Jahrhundert gelegen haben. Reichenbach war somit ein Dorf im Herzogtum Schwaben.
Wilhelm Böhringer und Gustav Wohlbold, beide ehemalige Pädagogen an der heimischen Volksschule, haben in der Vergangenheit die staatlichen und kirchlichen Archive durchforscht und fanden den Ort in Verbindung mit einem Streit zweier adliger Frauen als „Marquardus plebanus de Richenbach“ erstmals erwähnt. Dieser „Leutpriester Marquard“ ist als Zeuge auf einer Urkunde des Jahres 1268 festgehalten.
Mit Reichtum hat der Ortsname nichts zu tun. Namensgeber ist vielmehr der die Gemeinde durchfließende Bach. Um Verwechslungen mit Gemeinden gleichen Namens zu verhindern, führte man 1906 die Ortsbezeichnung „Reichenbach an der Fils“ ein. Ende des 13. Jahrhunderts kam Reichenbach unter die Oberhoheit der Herren von Württemberg, nachdem zuvor die Staufer und dann die Herzöge von Teck das Sagen gehabt hatten. Im Jahre 1299 gab Herzog Hermann von Teck sämtliche Besitz- und Herrschaftsansprüche in Reichenbach an Württemberg ab.

### Entwicklung in der frühen Neuzeit
1534 befahl der evangelische Herzog Ulrich, dass Württemberg und damit auch Reichenbach gemäß dem Prinzip „Cuius regio, eius religio“ von nun an evangelisch sein sollte. Ursprünglich gehörte Reichenbach zum Amt in Kirchheim, ab 1485 zum Amt in Göppingen.
Die Gemeinde entwickelte sich nur zögerlich. Als vom 16. bis 19. Jahrhundert in den immer wiederkehrenden Kriegszeiten nahezu 300 Jahre lang spanische, schwedische, österreichische und vor allem französische Truppen durch das Filstal zogen, wurde Reichenbach durch Besetzungen, Plünderungen und Kampfhandlungen zum Kriegsschauplatz. Selbst Napoleon reiste 1806 durch den Ort.
Nachdem der Ort schon einmal 600 Einwohnern gehabt hatte, war Reichenbach nach dem Dreißigjährigen Krieg nahezu entvölkert und zählte nur noch etwa 50 Bewohner. Es war eines der am schlimmsten verwüsteten Ortschaften des Amts Göppingen. Es dauerte 180 Jahre, bis sich der Ort von dieser schlimmen Zeit erholt hatte. Erst mit Beginn des 19. Jahrhunderts konnte man spürbare Zuwanderungen verzeichnen.
In der Wirtschaftsgeschichte des frühen Herzogtums Württemberg hatte Reichenbach lange Zeit als Bergwerksort fungiert. Schon im 15. Jahrhundert ließen die württembergischen Grafen und späteren Herzöge am Asang und im Lützelbachtal nach Kupfer- und Manganerzen graben, aus denen Farben gewonnen wurden. 1457 wurde eine Steinkohlegrube in Richtung Baltmannsweiler errichtet. Im Sandstein fanden sich nicht nur vereinzelt kleine Kohleflöze, sondern auch Spuren von Gold und Silber. Zeitweise waren mehr als sechs Stollen in Betrieb. 1561 entstand eine Schmelzhütte, nach mehreren Unterbrechungen wurde der Bergbau 1739 jedoch wegen zu geringer Fördermengen eingestellt.

### Nach der Gründung des Königreichs Württemberg
Bei der Umsetzung der neuen Verwaltungsgliederung im 1806 gegründeten Königreich Württemberg blieb Reichenbach dem Oberamt Göppingen zugeordnet. Der Aufschwung Reichenbachs fällt mit der Industrialisierung zusammen. Von großer Bedeutung war, dass Reichenbach mit der Eröffnung der Filstalbahn 1847 Bahnstation wurde und so Anschluss an das Streckennetz der Königlich Württembergischen Staats-Eisenbahnen sowie zu den überregionalen Verkehrswegen bekam. Die Ansiedlung der Baumwollspinnerei und -weberei Heinrich Otto im Jahr 1879 brachte weiteren Aufschwung.

### Seit dem 20. Jahrhundert
Die Verwaltungsreform während der NS-Zeit in Württemberg führte 1938 zur Zugehörigkeit Reichenbachs zum Landkreis Esslingen.
Nach dem Zweiten Weltkrieg gehörte Reichenbach zum Land Württemberg-Baden in der Amerikanischen Besatzungszone. Mit der Gründung Baden-Württembergs 1952 wurde Reichenbach Bestandteil des heutigen Bundeslandes.

### Religionen
Seitdem Herzog Ulrich 1534 die Reformation einführte, ist Reichenbach evangelisch geprägt. Die evangelische Gesamtkirchengemeinde Reichenbach gehört zum Kirchenbezirk Esslingen der Evangelischen Landeskirche. Nach dem Zweiten Weltkrieg entstand auch wieder eine römisch-katholische Gemeinde. Die katholische Kirche zum Hl. Michael wurde 1954 erbaut und 1959 mit einer eigenen Pfarrei versehen. Heute gehört die Gemeinde zur Seelsorgeeinheit Neckar-Fils im Dekanat Esslingen-Nürtingen der Diözese Rottenburg-Stuttgart. Zudem gibt es eine neuapostolische Gemeinde in Reichenbach.

### Einwohnerentwicklung
| Jahr      | 1653 | 1871 | 1900  | 1925  | 1950  | 1970  | 1980  | 1990  | 1995  | 2000  | 2005  | 2010  | 2015  | 2020 |
| --------- | ---- | ---- | ----- | ----- | ----- | ----- | ----- | ----- | ----- | ----- | ----- | ----- | ----- | ---- |
| Einwohner | 150  | 970  | 1.481 | 2.349 | 4.517 | 8.111 | 7.261 | 7.361 | 7.424 | 8.022 | 8.029 | 7.936 | 8.236 | 8378 |

## Politik

### Gemeinderat
Der Gemeinderat in Reichenbach besteht aus den 18 gewählten ehrenamtlichen Gemeinderäten und dem Bürgermeister als Vorsitzendem. Der Bürgermeister ist im Gemeinderat stimmberechtigt.
Die Kommunalwahl am 9. Juni 2024 führte zu folgendem vorläufigen Endergebnis.
| Parteien und Wählergemeinschaften | Parteien und Wählergemeinschaften           | % 2024  | Sitze 2024 | % 2019  | Sitze 2019 | Kommunalwahl 2024Wahlbeteiligung: 61,11 % 3020100 17,27 %27,66 %24,53 %7,54 %22,99 % SPDFWCDUGrüneMFRGewinne und Verlusteim Vergleich zu 2019 %p 25 20 15 10 5 0 −5−10−15−20−4,75 %p−1,08 %p+0,89 %p−18,07 %p+22,99 %pSPDFWCDUGrüneMFR |
| SPD                               | Sozialdemokratische Partei Deutschlands     | 17,27   | 3          | 22,02   | 4          | Kommunalwahl 2024Wahlbeteiligung: 61,11 % 3020100 17,27 %27,66 %24,53 %7,54 %22,99 % SPDFWCDUGrüneMFRGewinne und Verlusteim Vergleich zu 2019 %p 25 20 15 10 5 0 −5−10−15−20−4,75 %p−1,08 %p+0,89 %p−18,07 %p+22,99 %pSPDFWCDUGrüneMFR |
| FW                                | Freie Wähler Reichenbach an der Fils        | 28,74   | 5          | 28,74   | 5          | Kommunalwahl 2024Wahlbeteiligung: 61,11 % 3020100 17,27 %27,66 %24,53 %7,54 %22,99 % SPDFWCDUGrüneMFRGewinne und Verlusteim Vergleich zu 2019 %p 25 20 15 10 5 0 −5−10−15−20−4,75 %p−1,08 %p+0,89 %p−18,07 %p+22,99 %pSPDFWCDUGrüneMFR |
| CDU                               | Christlich Demokratische Union Deutschlands | 24,53   | 5          | 23,64   | 4          | Kommunalwahl 2024Wahlbeteiligung: 61,11 % 3020100 17,27 %27,66 %24,53 %7,54 %22,99 % SPDFWCDUGrüneMFRGewinne und Verlusteim Vergleich zu 2019 %p 25 20 15 10 5 0 −5−10−15−20−4,75 %p−1,08 %p+0,89 %p−18,07 %p+22,99 %pSPDFWCDUGrüneMFR |
| GRÜNE                             | Bündnis 90/Die Grünen                       | 7,54    | 1          | 25,61   | 5          | Kommunalwahl 2024Wahlbeteiligung: 61,11 % 3020100 17,27 %27,66 %24,53 %7,54 %22,99 % SPDFWCDUGrüneMFRGewinne und Verlusteim Vergleich zu 2019 %p 25 20 15 10 5 0 −5−10−15−20−4,75 %p−1,08 %p+0,89 %p−18,07 %p+22,99 %pSPDFWCDUGrüneMFR |
| mfR                               | miteinander für Reichenbach                 | 22,99   | 4          | –       | –          | Kommunalwahl 2024Wahlbeteiligung: 61,11 % 3020100 17,27 %27,66 %24,53 %7,54 %22,99 % SPDFWCDUGrüneMFRGewinne und Verlusteim Vergleich zu 2019 %p 25 20 15 10 5 0 −5−10−15−20−4,75 %p−1,08 %p+0,89 %p−18,07 %p+22,99 %pSPDFWCDUGrüneMFR |
| gesamt                            | gesamt                                      | 100,0   | 18         | 100,0   | 18         | Kommunalwahl 2024Wahlbeteiligung: 61,11 % 3020100 17,27 %27,66 %24,53 %7,54 %22,99 % SPDFWCDUGrüneMFRGewinne und Verlusteim Vergleich zu 2019 %p 25 20 15 10 5 0 −5−10−15−20−4,75 %p−1,08 %p+0,89 %p−18,07 %p+22,99 %pSPDFWCDUGrüneMFR |
| Wahlbeteiligung                   | Wahlbeteiligung                             | 61,11 % | 61,11 %    | 59,35 % | 59,35 %    | Kommunalwahl 2024Wahlbeteiligung: 61,11 % 3020100 17,27 %27,66 %24,53 %7,54 %22,99 % SPDFWCDUGrüneMFRGewinne und Verlusteim Vergleich zu 2019 %p 25 20 15 10 5 0 −5−10−15−20−4,75 %p−1,08 %p+0,89 %p−18,07 %p+22,99 %pSPDFWCDUGrüneMFR |

### Bürgermeister
Bürgermeister ist seit 1993 Bernhard Richter (Freie Wähler). Er wurde 2000, 2008, 2016 und 2024 wiedergewählt.

### Wappen
Blasonierung: „Unter goldenem Schildhaupt, darin eine liegende Hirschstange, in Rot eine silberne Pflugschar.“
Der erst Beleg für das alte Dorfwappen ist ein Wappenstein von 1588 am Rathaus in Reichenbach, der es neben dem Schild der damals zuständigen Amtsstadt Göppingen zeigt. Mit der Hirschstange als Zeichen der Württemberger Landesherrschaft im Schildhaupt ist eine Pflugschar verbunden, die ein beliebtes dörfliches Symbol war und nach dem Kieserschen Forstlagerbuch auf Reichenbacher Grenzsteinen 1685 als Fleckenzeichen nachweisbar ist; zweifellos ist es aber älter als die Abbildung von 1588. Die heutige Wappengestaltung ist in neueren Gemeindesiegeln und seit 1930 auch mit den jetzt gebräuchlichen Farben bezeugt.

### Flagge
Die Gemeindeflagge ist Rot-Gelb (1966).

### Gemeindepartnerschaften
Zwischen der Gemeinde Reichenbach an der Fils und der französischen Stadt Sainte-Savine gibt es eine Gemeindepartnerschaft.

## Wirtschaft und Infrastruktur
Die Gemeinde hatte aufgrund des wirtschaftlichen Wandels in den 1990er Jahren stark zu leiden. Zu Beginn des Jahrzehnts schloss das Unternehmen Otto in Reichenbach. Die Traub Drehmaschinen GmbH & Co. KG (nach deren Gründer ist das Hermann-Traub-Stadion des VfB Reichenbach benannt) ist seit 1997 Tochtergesellschaft der Esslinger INDEX-Werke, was damals zu einem massiven Stellenabbau führte. Weitere Unternehmen sind der Wellpappehersteller Seyfert GmbH, das Transport- und Logistikunternehmen Kraftverkehr Nagel Kurt Nagel GmbH & Co., der Elektrogerätehersteller Electrostar, der Kunststoffverarbeiter Oskar Voltz GmbH sowie weitere mittelständische und kleine Unternehmen.

### Verkehr

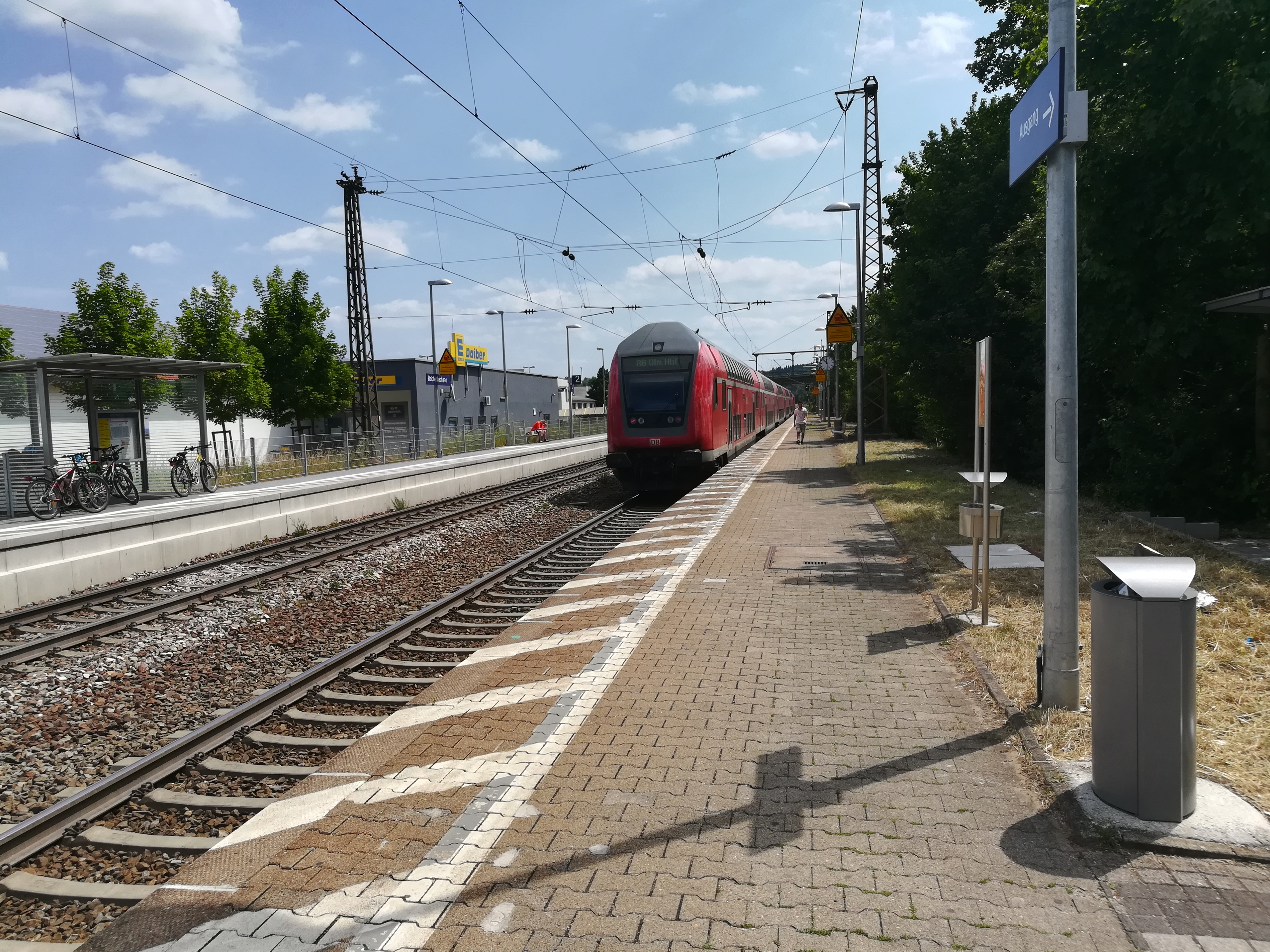
Der Haltepunkt im Jahr 2017

Durch Reichenbach verläuft die vierspurige Bundesstraße 10, eine viel befahrene Straße Süddeutschlands. Außerdem gibt es die Querverbindungen über Baltmannsweiler bzw. Lichtenwald ins Remstal sowie die Straße über Hochdorf und Notzingen nach Kirchheim unter Teck.
Stuttgart ist mit dem Auto über die B 10 in etwa 25 Minuten zu erreichen, der Flughafen Stuttgart in rund 25 Minuten.
Seit 1847 fährt die Eisenbahn durch Reichenbach. Es ist die stark befahrene Filstalbahn von Stuttgart nach Neu-Ulm, auf der auch der ICE und der TGV verkehren. Das Reichenbacher Bahnhofsgebäude wurde im Herbst 2006 renoviert. Heute befindet sich in dem Gebäude eine Gaststätte, zugleich ist es ein Wohnhaus. Der Haltepunkt wird zwischen 5 Uhr morgens und 1 Uhr nachts halbstündlich von Metropolexpresszügen bedient. Des Weiteren gibt es Busverbindungen Richtung Lichtenwald und Schorndorf, Richtung Hochdorf und Kirchheim unter Teck sowie nach Plochingen. Der Ortsbus bedient die Ortsteile Risshalde und Siegenberg. Bedeutendes Verkehrs-Bauwerk ist die Sainte-Savine-Brücke, die nach Reichenbachs Partnergemeinde Sainte Savine in Frankreich benannt ist. Sie erschließt das Voralbgebiet und stellt Verbindungen zum Freibad und zum Stadion her. Kurz hinter der Bahnunterführung kommt die Filsbrücke, welche 1877 erbaut wurde. Bis 2007 gab es auch einen kleinen Rangierbereich mit einem Gleisanschluss zur oben genannten Wellpappefabrik. Die Gleisanlagen wurden bei den Umbauarbeiten 2007 allerdings komplett entfernt. Da sich im Bahnhof Reichenbach durch den stillgelegten Gleisanschluss keine befahrbare Weiche mehr befindet, wurde der Bahnhof im Herbst 2009 zu einem Haltepunkt herabgestuft.
Außerdem gibt es den Otto-Munz-Steg für Fußgänger und Radfahrer. Er überspannt die Bahngleise, die Filsstraße, die Schnellstraße B 10 und die Fils und erleichtert die Wege zu Freibad und Stadion.
Die Nachbargemeinden Plochingen und Ebersbach an der Fils können mit der Bahn, die anderen Gemeinden mit dem Bus erreicht werden.
Über eine Alltagsradroute aus dem Radnetz Baden-Württemberg ist Reichenbach mit Plochingen und in der anderen Richtung über Ebersbach und Uhingen mit Göppingen verbunden.

### Bildungseinrichtungen
Neben einer Realschule gibt es in Reichenbach mit der Lützelbachschule auch eine Grund- und Hauptschule. Aufgelöst wurde die Brunnenschule, die eine reine Grundschule war. Die Außenstelle der Marquardschule Plochingen, einer Förderschule, rundet das Schulangebot ab.
Eine Schule in Reichenbach wurde erstmals im Jahr 1580 erwähnt. Im 16. und 17. Jahrhundert ging man allerdings nur im Winter zur Schule. Eine Sommerschule stieß auf Widerstand in der Bevölkerung, weil die Kinder Feldarbeit verrichten mussten, obwohl ab 1649 Schulzwang bestand. Ein energischer Lehrer soll dann erreicht haben, dass man im Sommer wenigstens am Dienstag und Freitag unterrichtet wurde. Erst ab 1735 war der Lernbetrieb dann ganzjährig. Das erste Schulhaus war ein 1738 erbautes Gebäude in der Kirchstraße, das heute nicht mehr steht.
1825 erstellte die Gemeinde ein neues Schulhaus in der Schulstraße und 1897 entstand dann die östliche Hälfte der Brunnenschule. Der westliche Bauabschnitt der damaligen Volksschule wurde 1912 erbaut.
1953 entstanden die ersten Gebäude der Lützelbachschule im Brühl, was für die Gemeinde eine große finanzielle Herausforderung war. Schulturnhalle und Sportplatz kamen fünf Jahre später hinzu. 1976 wurde das Gebäude der Realschule erstellt. Auch die Haupt- und Realschüler aus Hochdorf und Lichtenwald werden in diesem Bildungszentrum unterrichtet. Im Realschulgebäude ist auch die Ortsbücherei mit mehr als 22.000 Büchern sowie Kassetten, DVDs und Videos untergebracht.
Der erste Kindergarten entstand im Jahr 1844 in der Kirchstraße, hatte aber vermutlich erst ab Ende des 19. Jahrhunderts ganzjährig geöffnet. Allerdings wurden zur „Kenderschüle“ nur die Kinder gebracht, die für die Feldarbeit noch zu klein waren.
Heute zählt man acht Kindergärten in Reichenbach: Robert-Schöttle-Kindergarten, Oskar-Voltz-Kindergarten, Siegenberg-Kindergarten, Michaelis-Kindergarten, Steinäcker-Kindergarten, Clärchen-Seyfert-Kindergarten sowie ein Waldkindergarten und der Mini-Kindi im Rathaus.

### Sport
Die Fußballabteilung des VfB Reichenbach spielt derzeit in der Kreisliga A, die mittlerweile aufgelöste Schachabteilung gehörte zu den erfolgreichsten im Landkreis.
Größter Sportverein am Ort ist der TV Reichenbach mit folgenden Abteilungen: Wettkampfgymnastik, Allgemeine Gymnastik, Kindersport, Gesundheitssport, Leichtathletik, Handball, Tischtennis, Volleyball, Faustball, Ballermänner. Auch die Rettungsschwimmer der DLRG-Ortsgruppe Reichenbach/Fils sind bundesweit sowohl in der Jugend (vor allem die weiblichen Schwimmerinnen) als auch bei den Senioren überaus erfolgreich und halten mehrere Deutsche Meistertitel im Rettungsschwimmen.
Außerdem gibt es noch den RSV Reichenbach mit den Sportarten Mountainbike, Breitensport und Radball.
Die Reichenbacher Schützengilde e. V betreibt im Lützelbachtal Schießsport nach den Regeln des Deutschen Schützenbundes. In den Raumschießanlagen wird mit Gewehr und Pistole auf 10 m, 25 m und 50 m in allen DSB-Disziplinen geschossen.

## Kultur und Sehenswürdigkeiten
Die Kulturinitiative die halle im ehemaligen Bierkeller bietet seit 1983 regelmäßig Konzerte, Kabarett, Lesungen und Partys an.

## Kirchen

### Evangelische Mauritiuskirche

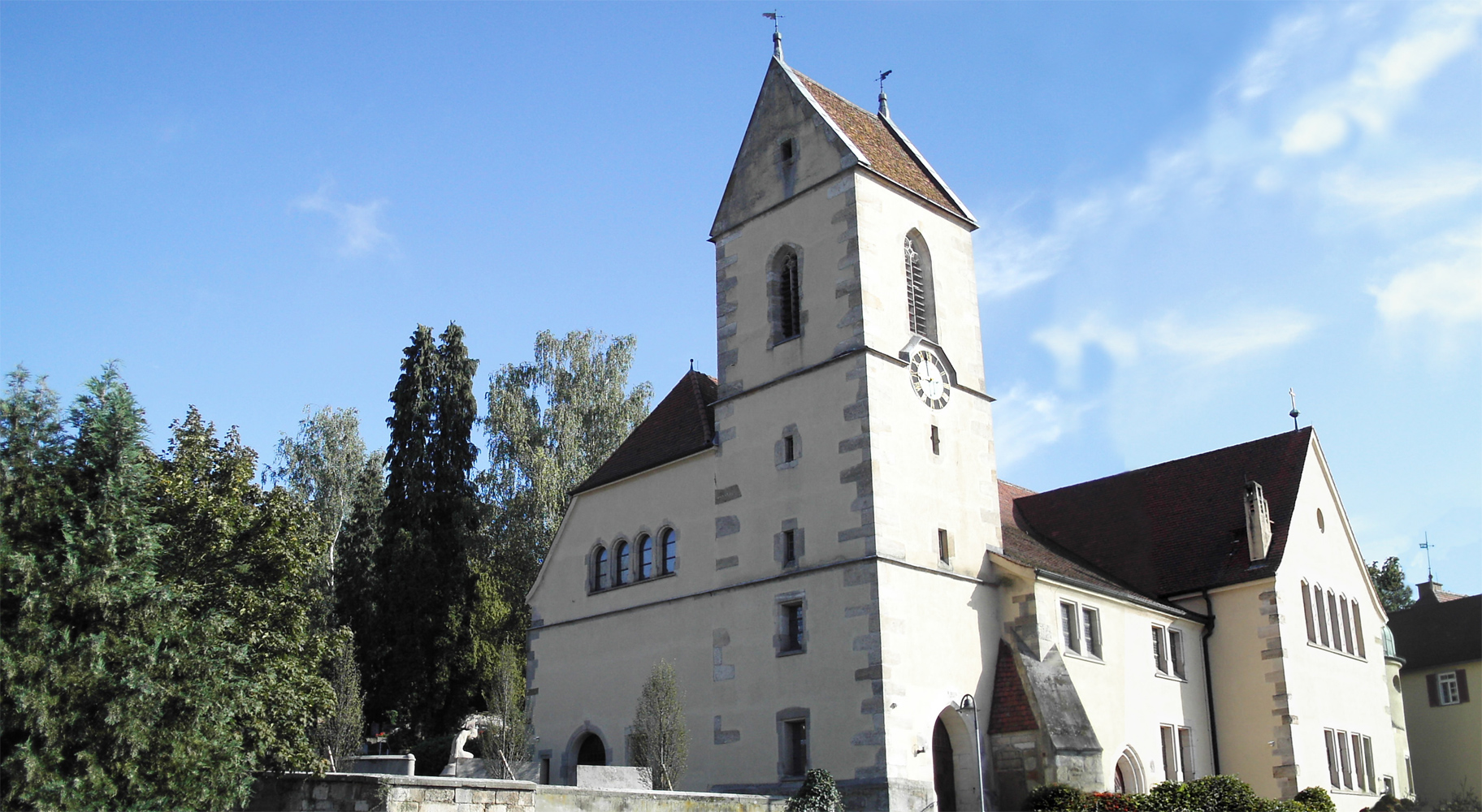
Evangelische Mauritiuskirche

Der Turm der Mauritiuskirche stammt aus dem Jahr 1522. Der Sandstein zu seinem Bau wurde im Lützelbachtal gebrochen. Da der Kircheninnenraum zu klein geworden war, baute man die Kirche in den Jahren 1905 bis 1907 nach Entwürfen der Stuttgarter Architekten Richard Böklen und Carl Feil im Jugendstil aus. Heute hat sie fast 1000 Sitzplätze. 1982 wurde die Orgel mit ihrem Jugendstil-Prospekt kostspielig erneuert. 1997 wurde das Kircheninnere einer grundlegenden Renovierung unterzogen; gleichzeitig beseitigte man die etwas missglückten Veränderungen der Renovierung von 1954 und setzte die Kirche in ihren Urzustand zurück. Heute ist die Mauritiuskirche eine der wenigen Jugendstil-Gotteshäuser im südwestdeutschen Raum. Die Mauritiuskirche mit dem Pfarrhaus, dem Kirchvorplatz mit Brunnen und dem dahinter liegenden Friedhof bilden zusammen ein unter Denkmalschutz stehendes Ensemble.

### Katholische Kirche St. Michael
Bis zur Reformation war Reichenbach katholisch, aber als sich Herzog Ulrich 1534 der Reformation anschloss, wurden auch seine Untertanen protestantisch. Erst zu Beginn des 20. Jahrhunderts hatte Reichenbach wieder eine nennenswerte Zahl an Katholiken und um 1950 war – auch besonders bedingt durch den Zuzug von Vertriebenen und Flüchtlingen des Zweiten Weltkrieges – ein Drittel der Einwohner katholisch. 1953 begann man mit dem Bau des katholischen Gotteshauses. Am 4. Dezember 1954 weihte Bischof Carl Joseph Leiprecht die Kirche dem Heiligen Erzengel Michael. 1988 wurde sie einer Renovierung unterzogen. Heute bietet die Kirche Platz für etwa 550 Besucher. Außerdem läuten seit 1962 fünf Glocken, die durch Spenden gekauft werden konnten.

### Evangelische Siegenbergkirche
Im Mai 1961 wurde die Wanderkirche als Holzbaracke gebaut. Dieses Provisorium wurde nötig, da die Siedlung Siegenberg rasch wuchs und bereits 2000 Bewohner zählte. Einige Jahre später sammelte ein Kirchenbauverein Spenden, man kaufte einen Bauplatz, begann mit den Bauarbeiten und weihte die Kirche am Erntedankfest 1965 ein. Die mit viel Naturholz ausgestattete Kirche beherbergt unter ihrem Dach einen Kirchenraum mit 150 Plätzen, einen durch eine Faltwand vom Kirchenraum abgetrennten Gemeindesaal sowie zwei Jugendräume.

### Neuapostolische Kirche
Zehn Mitglieder zählte diese christliche Glaubensgruppe 1921 in Reichenbach, und ein Jahr später hielt sie den ersten Gottesdienst. Bis 1934 hatte man eine Räumlichkeit in der Stuttgarter Straße und zog dann in die Baltmannsweiler Straße. Als man 60 Mitglieder zählte, wurde es auch dort zu eng und so wurde der Entschluss getroffen, eine Kirche zu bauen. Diese wurde am 27. Oktober 1956 eingeweiht. Renoviert wurde das Anwesen in der Paulinenstraße 1988 und 1989. Inzwischen zählt die Gemeinde 120 Mitglieder.

## Bauwerke

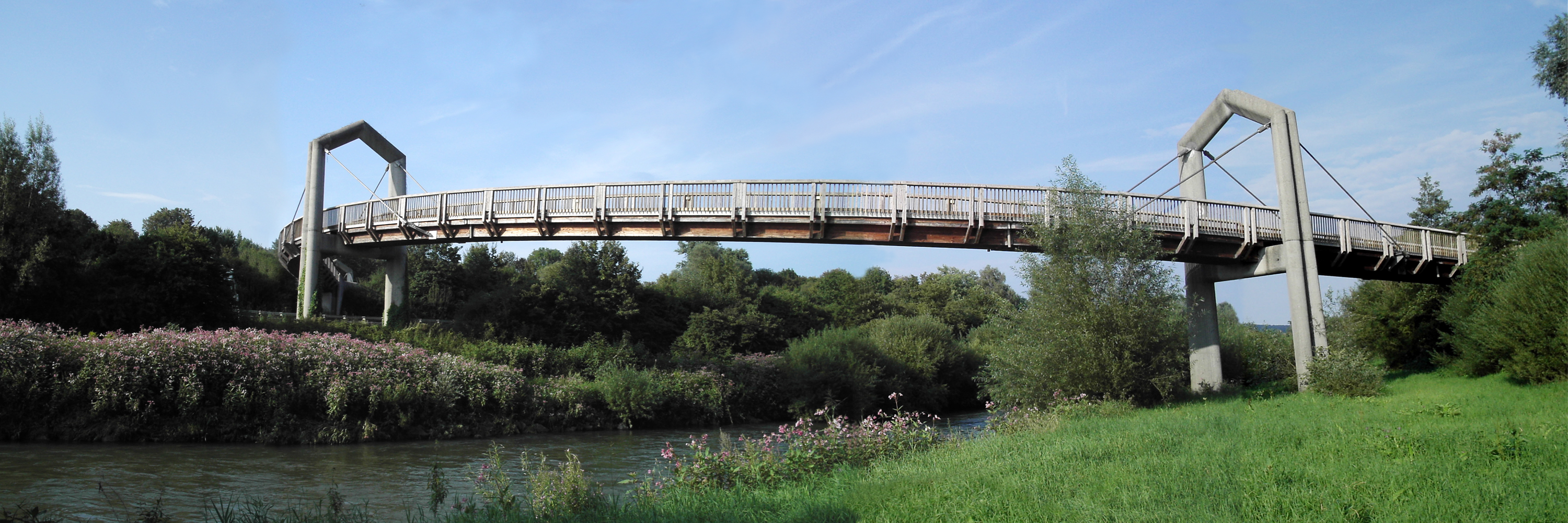
Otto-Munz-Steg über die Fils

- Brunnengasse
- St.-Savine-Brücke
- Otto-Munz-Steg

### Rathäuser
Wann das erste Rathaus in Reichenbach erbaut wurde, ist nicht bekannt, es dürfte um 1590 gewesen sein. Sein Standort war nahe der Fils, die damals noch ihren alten Lauf hatte und der heutigen Seestraße folgte (das Flussbett wurde 1696 auf 800 Meter Länge nach Süden verlegt). Aus dem Jahr 1739 gibt es Berichte, wonach das Rathaus in einem erbärmlichen Zustand gewesen sein muss und nur unter Lebensgefahr betreten werden konnte. Doch es dauerte acht Jahre, ehe man sich zu einem Neubau entschließen konnte. 1751 wurde ein neues Rathaus fertiggestellt, das 1823 wieder zu klein und reparaturbedürftig war; man baute gründlich um, renovierte und erweiterte.
Das Haus war zwar seit 1900 erneut viel zu klein, aber man begnügte sich mit dem Ausbau des Dachgeschosses. 1959 beschloss der Gemeinderat einen Neubau, mit dem am 4. September 1961 begonnen wurde. Das neue Gebäude wurde am 29. Mai 1964 eingeweiht.
Das alte Rathaus wurde abgebrochen, da die Südwestbank an dieser Stelle bauen wollte. Die Glocken des alten Rathauses findet man im Eingangsbereich des neuen Gebäudes wieder; die Turmuhr schlägt nun in der Brunnenschule.

### Kinos
Die Gemeinde hatte Mitte des 20. Jahrhunderts drei Kinos. 1953 wurden die „Central-Lichtspiele“ eröffnet. Ebenfalls 1953 wurde in der Wilhelmstraße das „Neue Filmtheater“ eröffnet. Zu den beiden stationären Kinos gesellte sich ein Wanderkino, das an Wochenenden in der Halle des Turnvereins gastierte. Das letzte Kino schloss 1968 in der Wilhelmstraße seine Pforten.

### Brühlhalle
Die 1907 vom Turnverein erbaute Halle neben den Bahnlinien diente in Ermangelung eines größeren Veranstaltungsraumes fast 70 Jahre lang als Turn- und Festhalle. Als die Bundesstraße 10 gebaut wurde, riss man das Gebäude ab. Am 15. Mai 1982 wurde die neue Brühlhalle eingeweiht. Die Baukosten beliefen sich auf etwa 10 Millionen D-Mark.

### „Freibad im Grünen“
Das Freibad wurde am 29. Mai 1976 eröffnet. Der damalige Parlamentarische Staatssekretär beim Bundesminister für Forschung und Technologie und spätere Bundesverkehrsminister Volker Hauff überreichte zu dieser Gelegenheit einen Scheck und Bürgermeister Richard Seeger sprang in Frack und Zylinder vom Sprungturm ins Wasser. In 25 Jahren passierten über 5 Millionen Badegäste die Drehkreuze. Bereits 1951 existierte ein Freibad, das sich bei der Wehranlage der Fils und dem Fabrikkanal der Otto-Spinnerei befand. Wegen des Baus der Bundesstraße 10 wurde das Inselbad geschlossen.

### Russischer Friedhof
Während des Zweiten Weltkrieges existierte in Reichenbach in der Nähe des Bahnhofs ein Lager mit russischen Zwangsarbeitern. Nach unterschiedlichen Quellen lebten dort zwischen 600 und 1.900 Menschen, die in den Werkstätten der deutschen Reichsbahn arbeiten mussten. Elf der während der Gefangenschaft gestorbene Zwangsarbeiter wurden auf dem Gemeindefriedhof beigesetzt, 28 weitere, darunter 15 Kleinkinder, auf einem eigenen Friedhof am Rand der Gemeinde.

## Persönlichkeiten

### Söhne und Töchter der Gemeinde
- Basilius Sattler (1549–1624), lutherischer Theologe, Generalsuperintendent und herzoglich-braunschweigischer Oberhofprediger
- Karl Brönnle (1879–1952), Reichsbahnrat, Landtagsabgeordneter (KPD)
- Joachim Korn (1919–1994), Nachrichtentechniker, Rundfunk- und Fernseh-Pionier
- Erich Hoerz (1929–2008), Holzingenieur, Entwickler des Pedalos
- Karl-Heinz Handschuh, (* 1947), ehemaliger Fußballspieler, von 1966 bis 1980 beim VfB Stuttgart und Eintracht Braunschweig in der Bundesliga
- Wolfgang Frank (1951–2013), Fußballspieler und -trainer
- Sabine Fohler (* 1963), Politikerin (SPD), Landtagsabgeordnete (2008–2011)

### Vor Ort lebten und wirkten
- Theodor Dipper (1903–1969), ev. Pfarrer, Mitbegründer der württembergischen Bekenntnisbewegung und Organisator der Württembergischen Pfarrhauskette, die während der NS-Zeit Juden in Sicherheit brachte, von 1938 bis 1945 Pfarrer in Reichenbach
- Paul Hildenbrand (1904–1971), Kunstmaler und freischaffender Künstler, lebte von 1929 bis 1971 in Reichenbach
- Marigard Bantzer (1905–1999), die Kinderbuchillustratorin wohnte nach der Zerstörung ihrer Berliner Wohnung ab 1943 in Reichenbach. Ihr 1944 verstorbener Mann, der Zeichner Erich Ohser, war bis 1968 in Reichenbach bestattet, dann wurde die Urne nach Plauen überführt.[9]
- Willrecht Wöllhaf (1933–1999), schwäbischer Mundartdichter und Schriftsteller, in Reichenbach aufgewachsen

## Trivia
Im Film Dampfnudelblues aus dem Jahr 2013 wird in mehreren Szenen im Hintergrund eine Wandtafel gezeigt, auf der in Kreide „Reichenbach an der Fils“ geschrieben steht.
Des Weiteren steht auf der Tafel „Tatzeit ca. 1:00“ und „Drei-Tannen-Weg“. Tatsächlich wurde am 23. April 1988 gegen ein Uhr eine 55-jährige Frau in Reichenbach am Dreitannenweg ermordet.